# Lost Planet: Extreme Condition
Lost Planet: Extreme Condition är ett actionspel i tredje person som är utvecklat och publicerat av Capcom. Spelet lanserades 12 januari 2007 till Xbox 360 och i juni 2007 till PC. En version spelbar till Playstation 3 släpptes i slutet av februari 2008.Man är en person som letar efter sin fars mördare för att ta sin hämnd. 
Handlingen utspelar sig på planeten E.D.N.3, en arktiskt miljö fylld av rymdvarelser.